# Montanizmus
A montanizmus egy ókori karizmatikus keresztény mozgalom volt, mely egyik vezetőjéről, Montanoszról nyerte nevét. Eretnek mozgalommá nyilvánították a prófétai új kinyilatkoztatások iránti hite miatt.
Formája szerint ébredési mozgalom volt.
Napjainkban sokan párhuzamot vonnak az ókori montanizmus és modern keresztény mozgalmak, főleg a pünkösdi és a karizmatikus mozgalom között.

## Jellemzői
A 160-as évek tájékán, Kis-Ázsiában, Phrügiában keletkezett a markionitáknál egy talán kisebb jelentőségű, de a világgal megbarátkozó, önmagával megelégedett kereszténységet elítélő mozgalom, a montanizmus.
Montanosz (Montanus) és követői vidéki idealisták voltak, akik a kereszténységben az eszményi tisztaság állapotát szerették volna látni. A kereszténység lényege szerintük az e világ végére való beállítottság. A világ utolsó órája nemsokára üt. Az idő tehát nem arra való, hogy az emberek házasodásra és szórakozásokra gondoljanak, hogy boldogan élvezzék az élet örömeit, inkább bűnbánattal, böjttel és önmegtartóztatással kell törődniük.
Montanosz prófétaként lépett fel, mint akiben az isteni lélek nyilatkozik meg, és nemcsak ő, hanem két próféta társnője, Priszka (néha Priscilla) és Maximilla is a világ végét prédikálta. A hagyomány alapján így prófétáltak: „Én vagyok Paraklétosz! (Jézus/Szent Lélek szószólója)” 
Montanosz jósolni kezdett állítólagos látomásai alapján, és Pepuzában (Pepouza, Phrügia, Kis-Ázsia) azonosította azt a helyet, amelyről a Jelenések könyve ír a mennyei Jeruzsálem alászállásáról. Itt össze is gyűjtötte a híveit, hogy ott várják meg a világ végét.
Híveit jóslatai beteljesedésének elmaradása sem ingatta meg és nem tántorította el. Ugyanakkor a korai kereszténység főirányzatának kompromisszumra hajló rétege elvetette a világ végének tanítását; a montanizmus nézeteit a kis-ázsiai püspökök két zsinatban megvizsgálták (160-170) és elutasították azt. Miután az egyház kizárta őket, új egyházzá szervezkedtek.
A montanista egyházban semmilyen új tanítás nem volt, hanem a szigorú egyházfegyelem, az önmegtartóztató élet, az új kinyilatkoztatások iránti fogékonyság és a világ végére való beállítottság voltak a sarkalatos tanítások. A keresztény erkölcsöket igen szigorúan vették. A házastárs halála utáni második házasságot eltiltották, szigorú és hosszú böjtöket rendeltek el, az asszonyokat eltiltották az ékszerek, díszek viselésétől, a nagy bűnösöket egyházukból örökre kizárták, és az üldözések idején keresték a vértanúságot.
Megtartották az agapékat, a közös étkezések őskeresztény szokásait. Ugyanakkor elvetették az akkoriban kialakuló liturgiát, és a püspökség intézményét is; ezért is nem találhatott a nézetük megértésre a kiépülő egyházi rendszer részéről.
Tanításuk, amely a 2. század közepe felé kezdett terjedni, Phrügiában bő talajra talált. A kis-ázsiai Thiatira lakossága – a sírfeliratok tanúsága alapján – kivétel nélkül mind montanista volt kb. egy egész évszázadon át. De nemcsak Kis-Ázsiát, hanem a Római Birodalom más régióit, Rómát, Észak-Afrikát is áthatották a mozgalom eszméi. I. Viktor római püspök a híveit kiközösítette.
Követőinek sorából kiemelkedő Tertullianus, akit a megalkuvásokat nem tűrő, komoly életvitelük, megújító erkölcstanuk hódított meg. Írásaiban buzgón védelmezte a montanizmust.
A hivatalos államegyház támadásai miatt visszaszorult. A 6. században Justinianus császár parancsára vezettek katonai expedíciót Pepuzába, hogy elpusztítsák az ottani montánista szentélyt. A mozgalom ezután már teljesen elenyészett.

## Fordítás
- Ez a szócikk részben vagy egészben  a   Montanism című angol Wikipédia-szócikk fordításán alapul.  Az eredeti cikk szerkesztőit annak laptörténete sorolja fel. Ez a jelzés csupán a megfogalmazás eredetét és a szerzői jogokat jelzi, nem szolgál a cikkben szereplő információk forrásmegjelöléseként.